# Parti social nationaliste syrien
Pour les articles homonymes, voir PPS.

Drapeau du Parti social nationaliste syrien.

Le Parti social-nationaliste syrien (PSNS), en arabe : الحزب السوري القومي الاجتماعي, connu aussi sous le nom donné par la France de Parti populaire syrien (PPS) ou de Parti saadiste ou encore au Liban de Parti nationaliste (حزب القومي), est un parti politique nationaliste actif en Syrie et au Liban. Il préconise la création d'un État-nation de la Grande Syrie couvrant le Croissant fertile, y compris la Syrie actuelle, le Liban, l'Irak, le Koweït, la Jordanie, la Palestine, Chypre, le Sinaï, la province de Hatay et la Cilicie, sur la base des frontières géographiques et de l'histoire commune.
Il a également été actif dans la diaspora syrienne et libanaise, par exemple en Amérique du Sud. Il était le deuxième parti politique du Front national progressiste pro-Assad dirigé par le Parti Baas syrien au pouvoir. Depuis la prise en fonction de Ahmed al-Charaa à la suite de la chute d’Assad, le PSNS est entré dans la clandestinité et prend activement part à l'insurrection contre le nouveau régime.
En Syrie, le PSNS a fonctionné comme un mouvement ultra-nationaliste jusque dans les années 1950, prônant le soulèvement armé pour établir un État à parti unique. Il a participé au coup d'État de 1949 , qui a renversé le gouvernement démocratiquement élu de Choukri al-Kouatli. Le PSNS a continué à se livrer à des activités violentes dans tout le pays, et a été interdit en 1955 après son assassinat de l'officier militaire baasiste Adnan al-Malki. Malgré son interdiction, le parti est resté organisé et, à la fin des années 1990, s'était allié à l'Organisation de libération de la Palestine et au Parti communiste libanais malgré les différences idéologiques entre eux.
Le PSNS a été légalisé en Syrie en 2005 et a rejoint le Front national progressiste dirigé par le parti Baas. Le parti prendra le parti du gouvernement baasiste pendant la guerre civile syrienne, où près de 12 000 combattants de sa branche armée, les Aigles de la tornade (démantelés en 2019), combattront aux côtés des Forces armées syriennes contre les forces rebelles et l'EIIL.

## Histoire

### Les débuts du parti
En 1919, Antoun Saadé, un Libanais né d'un père journaliste, commence à s'intéresser, dès l'âge de 15 ans, au nationalisme syrien, à la suite de la Première Guerre mondiale et du morcellement de l'Empire ottoman avec l'accord Sykes-Picot. Dix ans plus tard, il retourne au Liban et suit des études à l'Université américaine de Beyrouth.

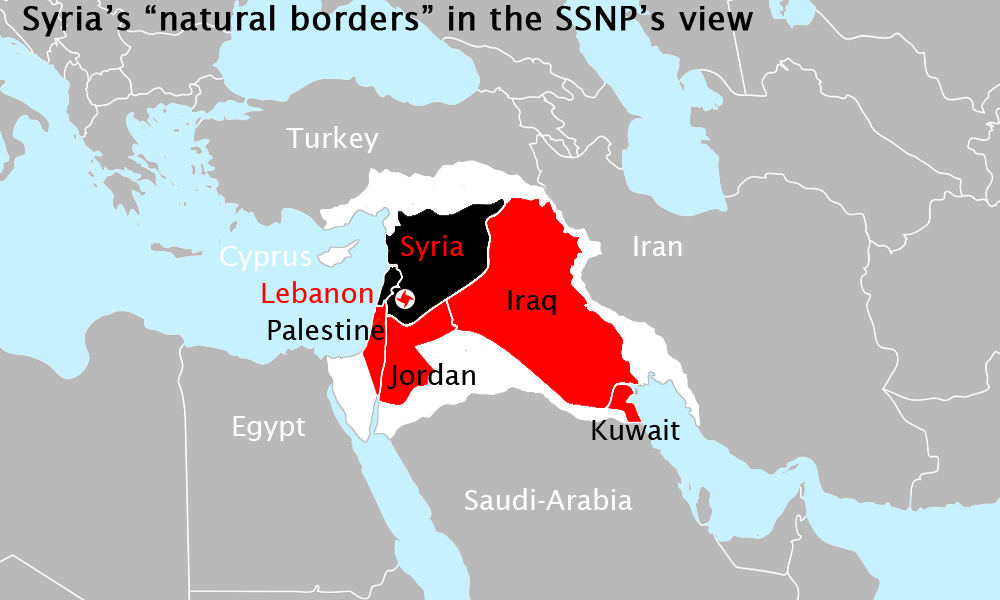
Bilad el-Cham

En novembre 1932, il fonde le PSNS. Le PSNS est un parti laïque du Liban, allant jusqu'à défendre l'égalité des sexes. Le parti connaît trois ans de clandestinité. Son premier objectif est la lutte contre le mandat français au Liban et en Syrie. Saadé se fait arrêter plusieurs fois et en 1938. Il est contraint de quitter le Liban pour l'Argentine.
À ses débuts, le parti nationaliste syrien refuse d'entendre parler du nationalisme arabe. Le parti réclame la séparation totale de la religion et de la politique sans toutefois la rejeter dans la vie personnelle d'un individu. Il réclame donc la laïcité. Le parti considère qu'une nation ne se crée pas à partir de la religion, de la langue ou de l'origine ethnique, mais de l'emplacement géographique.

#### Influence du parti nazi
Ses opposants et de nombreux analystes accusent le PSNS d'avoir essayé d'imiter le parti fasciste italien, et plus encore, le parti nazi, ce que le parti nie.
Bernard Lewis classe le PSNS parmi les « partis politiques de caractères nazi ou fasciste » qui « commencèrent à voir le jour » dans le monde arabe durant les années 1930. Selon les historiens Martin Cüppers et Klaus-Michael Mallmann, le PSNS des années 1930 était « très nettement totalitaire » et prenait « modèle sur le parti nazi dans ses formes extérieures ». Selon le politiste Matthias Künzel, le PSNS « suivait le modèle nazi jusqu'en ses expressions les plus visibles ». Jilian Becker écrit que le PSNS est fondé « en tant que mouvement de jeunesse, délibérément modelé sur le parti nazi d'Hitler », et crée une croix gammée incurvée, la zawbaa, pour son symbole. Michael Johnson estime que l'admiration de Saadé, "leader à vie" du parti, pour Hitler va plus loin que l'adoption de la swastika modifiée comme symbole du parti et du chant de l'hymne du parti, "Syria, Syria über alles" sur l'air de Deutschland über alles, et comprend « le développement du culte d'un chef, prônant un gouvernement totalitaire et glorifiant un ancien passé ». Michael W. Suleiman note ces différents rapprochements, ainsi que la ressemblance frappante du salut "longue vie au leader" avec le salut nazi. Daniel Pipes y voit « une idéologie fasciste ». D'après l'historien Arabe Maher Charif, Saadé aurait voulu regrouper les pays arabes ayant une diversité religieuse importante, et il appuie cette théorie par l'ajout de l'Irak dans la Syrie.
Le PSNS est aussi hostile au communisme par son opposition à la lutte des classes.
Comme de nombreux opposants aux colonialismes français et britanniques, Saadé part rencontrer Hitler. Il revient déçu, affirmant que l'objectif de l'Allemagne est le même que celui de la France et du Royaume-Uni, à savoir la colonisation, et que Hitler n'est pas un homme de confiance[réf. nécessaire].
Avant la Seconde Guerre mondiale, il se faisait appeler « Führer ».

### Indépendance du Liban (1943) et de la Syrie (1946)
En 1943, le PSNS participe à l'indépendance du Liban. L'indépendance s'est passée calmement, à l'exception d'un mort libanais, un membre du PSNS, Saïd Fakhr ad-Dïn. Après une brève interdiction, le parti est reconstitué en 1944 sous le nom de « Parti populaire syrien » ou PPS.
En Syrie, le PSNS joue aussi un grand rôle lors de l'indépendance du pays en 1946.

### Coup d'État de 1949
En 1949, le PSNS est très populaire, son organisation et sa direction lui permettent d'être présent à peu près dans tous les milieux sociaux ainsi que dans les forces armées. Au début des années 1950, le parti pouvait disposer d'une milice de 50 000 hommes au Liban et en Syrie. Le parti recrutait principalement chez les chrétiens non maronites, les chiites et les druzes. Les sunnites lui reprochaient d'entretenir le flou sur le panarabisme.
En Syrie, le colonel Housni al-Zaim fait un coup d'État et renverse le président Choukri al-Kouatli avec l'aide des États-Unis, certains accusent le PSNS d'y avoir aussi participé.
Au Liban, Saadé, hostile au gouvernement de Riad El Solh et aux Phalanges libanaises, se sent agressé. En juin 1949, il décide de monter une insurrection contre le gouvernement. Il échoue et on considère son acte comme étant une tentative de coup d'État, ce que le parti ne considère pas comme tel. Plus de 3 000 militants du PSNS sont arrêtés et il est forcé de se réfugier à Damas. Le président syrien Housni al-Zaim livre Saadé au gouvernement libanais. Il est jugé devant un tribunal militaire pour complot contre la sécurité de l'État et est emprisonné, jugé et exécuté le 8 juillet 1949.
Le colonel Sami al-Hinnaoui, membre du PSNS, veut venger la mort de Saadé ; il arrête le colonel Zaim et le fait exécuter. Quelques jours plus tard, la femme de Saadé reçoit une lettre d'al-Hinnaoui lui indiquant que la mort de son mari a été vengée. Toujours par vengeance, le Premier ministre Riad El Solh est assassiné le 16 juillet 1951.

### PSNS et la Syrie en 1955
Avril 1955, le colonel Adnan al-Malki, une personnalité importante du baasisme en Syrie, est assassiné. Les deux autres grands partis politiques du pays, le Parti communiste syrien et le Parti Baas syrien, en profitent pour interdire le parti en Syrie.

### Guerre civile de 1958
Durant la crise de 1958 au Liban, le PSNS est vu par les Américains comme un parti de droite pro-occidental car il est anticommuniste et contre le nationalisme arabe. Le parti livre une bataille contre le Parti Baas dans les montagnes et il participe au gouvernement. Le parti est légalisé.

### Coup d'État de 1961
Le jour de l'an 1962 (nuit du 31 décembre 1961 et 1er janvier 1962), le PSNS tente un coup d'État, mais échoue. Les membres du PSNS sont arrêtés et pourchassés. Les dirigeants sont pour la plupart capturés, ils seront relâchés après environ un an de prison. Les combattants du PSNS sont relâchés au mieux quatre ans après.
En ajoutant la montée du baasisme et du nassérisme, le PSNS va mal. Les leaders vont chercher à reconsidérer l'idéologie du nationalisme syrien. Ils vont devenir plus tolérants envers le communisme. Lors du congrès de Melkart, du nom de l'hôtel Melkart à Beyrouth, en 1969, le parti proclame via une résolution qu'elle soutient le nationalisme arabe :

« Nous croyons au monde arabe, nous considérons que notre nation est arabe et que son arabisme n'est point contestable. La réalisation de l'unité complète des quatre cercles de la nation arabe est un objectif suprême. »

### Guerre civile de 1975 à 1990
Le PSNS est favorable aux Palestiniens mais ne veut pas entrer dans le bloc musulman. C'est alors que le PSNS s'allie avec deux autres partis dans la même situation, ses anciens ennemis, le Baas syrien tout aussi laïque et le Parti communiste libanais (PCL), athée. C'est surtout avec ce dernier parti qu'il va commencer sa lutte armée contre l'armée israélienne, comme l'assassinat de deux soldats de Tsahal par Khaled Alwan dans un bar à Beyrouth Ouest, ou de nombreux attentats à la voiture piégée. Le PSNS et le PCL multiplient les attentats-suicides contre Israël, comme le 9 avril 1985 lorsque Sana Khyadali, combattante du PSNS, devient la première femme à faire un attentat-suicide.
Deux jours avant Sabra et Chatila, une bombe explose sous le quartier général phalangiste, tuant Bachir Gemayel, le président allié d'Israël, et 60 de ses partisans. Habib Chartouni, militant du PSNS, est suspecté de l'avoir posée, et fut détenu à la prison de Roumieh, jusqu'à sa libération par les forces armées syriennes en 1990.
Il y eut pendant la guerre une scission du PSNS, la majorité voulant moderniser le PSNS, la minorité ne jurant que par Antoun Saadé en lui vouant un culte de la personnalité important. Après de lourds combats entre les membres des deux groupes du PSNS, les différents leaders entamèrent des discussions qui aboutiront à la fin de cette séparation.
Dans les montagnes libanaises, la région du Koura, majoritairement acquise au PSNS, affronte celle de Bcharré, proche des Forces libanaises.
Au Sud-Liban, le PSNS est en guerre contre le Hezbollah, et occasionnellement contre le mouvement chiite modéré Amal. En effet, le Hezbollah veut, à cette époque, être la seule organisation à « résister » contre Israël dans la zone à majorité chiite du Liban. Hafez el-Assad, président syrien de l'époque, imposa au PSNS, PCL, Amal et au Baas de laisser le Hezbollah seul résistant, ayant le soutien de l'Iran et donc étant mieux armé et mieux organisé, pour éviter de faire les mêmes erreurs que l'OLP. En 1986, le PSNS se retire du Sud.

### Depuis 1990
Après la guerre, le Hezbollah fait appel au PSNS pour rejoindre la résistance qu'ils avaient commencée au Sud-Liban mais dont ils n'avaient plus le monopole, à condition que les combattants soient armés, entraînés et commandés par le Hezbollah. Les combattants du PSNS ont donc le droit de ne pas adhérer à l'idéologie religieuse du Hezbollah tout en étant dépendant de celui-ci : on appelle cette formation Saraya al Moukawama. En réalité, le Hezbollah avait du mal à recruter chez les chrétiens de la frontière Sud-Est, pourtant majoritaires. Le PSNS est l'un des libérateurs du Sud-Liban, avec Amal, l'armée libanaise et surtout le Hezbollah. Il se positionne aujourd'hui dans le contexte libanais actuel en tant que pro-syrien.
Avec la guerre civile au Liban, le PSNS est toléré en Syrie par Hafez el-Assad. En 2005, Bachar el-Assad légalise le PSNS, faisant de celui-ci le premier parti politique du pays à ne pas être nationaliste arabe. Il compte 90 000 membres en Syrie, soit trois fois plus qu'au Liban. Le parti appartient au Front national progressiste.
Via la diaspora libanaise, on trouve des membres du PSNS en Australie, aux États-Unis, au Canada, au Brésil, en Argentine, en Europe... Des meetings sont quelquefois organisés.
En Jordanie, au Koweït et en Palestine, le parti est plus restreint. En Irak, le parti a été interdit par Saddam Hussein, mais on y trouve des membres du PSNS.

### Prises de position
Le PSNS se déclare admiratif du socialisme bolivarien au Venezuela et de l'Union du Maghreb arabe.
Économiquement, le Parti social nationaliste est contre la totale nationalisation et la totale privatisation. Pour lui, l'État doit choisir de nationaliser ou de privatiser en fonction de ses intérêts. En ce qui concerne la mondialisation, il rejoint le point de vue altermondialiste sur la ligne du protectionnisme.
Sur le plan culturel, le parti demande régulièrement la censure des artistes jugés pro-israéliens. Il demande par exemple l'interdiction de Lara Fabian de se produire au Liban en raison de prises de positions pro-israéliennes. Le parti exige également d'interdire un concert des Guns N' Roses au Liban car ils ont déjà joué l'hymne israélien.

### Guerres de 2006 et 2011
Il combat contre Israël aux côtés du Hezbollah lors du conflit israélo-libanais de 2006.
Le Hezbollah aurait aussi envoyé des armes à Kfar Kela au Sud Liban, village à majorité nationaliste syrien. Il y avait 2 500 combattants du PSNS dans la seconde ligne au Sud de la Bekaa, appartenant à la branche Saraya al Moukawama précitée, regroupant tous les combattants armés et entraînés par le Hezbollah membres d'un autre parti politique (PSNS et PCL). Une trentaine de ces combattants, pour la plupart chrétiens, de la deuxième ligne étaient prêts pour des attentats-suicides.
Depuis 2011, le PSNS prend part à la guerre civile syrienne dans le camp du régime de Bachar el-Assad.
Le chef actuel du PSNS est Assaad Hardan. Le PSNS a 3 députés à l'Assemblée nationale du Liban, dont Marwan Fares et Assaad Hardan. Ils forment un bloc indépendant.
Sa branche militaire, majoritairement composée de Syriens et comptant également des Libanais, est forte de 5 000 hommes.

## Idéologie

Le territoire de la grande Syrie avec le drapeau du Parti social nationaliste syrien superposé.

Le parti défend, dès sa fondation en 1932, une réforme radicale de la société conforme à la laïcité, une idéologie irrédentiste, le « pansyrianisme », dont l'objectif est la création d'une Grande Syrie, regroupant la Syrie actuelle, le Liban, la Jordanie, certaines parties de la Turquie et le territoire actuel de l'Etat d’Israël. La première préoccupation du parti est l'affirmation de la souveraineté du pays. Il utilise notamment une phrase souvent trouvée dans la littérature nationaliste : "la Syrie est pour les Syriens". Saadé expose sa vision des choses dans son livre Nushu’ al-Umam (L'émergence des nations), publié en 1938. On y lit : "la conscience nationale est le plus grand phénomène social de notre temps". Il cite le philosophe et historien français Ernest Renan et utilise la dynastie capétienne pour illustrer sa définition de la nature d'une nation. La langue dans l'identité nationale est aussi un concept dans l'établissement de l'identité nationale syrienne. Cependant, l'utilisation du langage dans la formulation panarabique est souvent un prétexte au panislamisme. Samar Yazbek écrit que le PSNS « défend une idéologie pansyrienne et autoritariste ». Le parti défend un « antisémitisme à l'ancienne », en mettant l'accent sur une conspiration juive internationale contrecarrant la «Grande Syrie» souhaitée, et en essayant de liguer chrétiens et musulman contre un ennemi juif.
Badri Hamadi, expert en politique du Moyen Orient, écrit que le PSNS est « de tendance extrême-droite », information reprise par le HCR.
Les universitaires et les analystes ont débattu de la manière dont l'idéologie du PSNS devrait être décrite. Christopher Solomon déclare que le soutien persistant du PSNS au gouvernement baasiste de Damas depuis son occupation du Liban a positionné le parti sur le côté gauche du spectre politique. D'autres sources sont moins définitives.
Le PSNS est régulièrement qualifié de parti néofasciste,, Mediapart le décrit comme un « mouvement néofasciste allié au régime syrien ». Bellingcat décrit le PSNS comme « une organisation farouchement antisémite et fasciste qui prône une « Grande Syrie » incorporant le Liban et la Palestine », dont le logo est une interprétation stylisée de la croix gammée, et ayant « exploité ses liens internationaux avec l’extrême droite ».

## PSNS au Liban

### De la confrontation à l'accommodement
Après l'exécution de Saadeh et l'arrestation de ses dirigeants de haut rang, le parti est resté clandestin jusqu'en 1958, date à laquelle il s'est rangé du côté du président pro-occidental Camille Chamoun contre les rebelles nationalistes arabes. Cela s'est produit juste après que le Parti a été accusé d'avoir comploté l'assassinat d'Adnan al-Malki, un officier de l'armée membre du Parti Baas syrien, et après que les membres du Parti se soient enfuis à Beyrouth. Le Parti à l'époque considérait encore l'Union soviétique avec mépris et s'opposait au courant nationaliste arabe de Nasser, tout en conservant son attachement au nationalisme syrien. En effet, l'idée de subsumer la Grande Syrie sous le credo du nationalisme arabe fondé sur la langue arabe , la culture arabe et islamique était abhorrée par le PSNS, qui conservait sa profonde croyance dans l'historicisme social et anthropologique syrien, à savoir le processus de association qui caractérise le Croissant fertile et qui le différencie de la péninsule arabique ou de l'Afrique du Nord.

### Coup d'état de 1961
Le dernier jour de 1961, deux membres du PSNS, commandants de compagnie dans l'armée libanaise, ont mené une tentative infructueuse de coup d'État éclair contre Fouad Chehab, soutenus par quelque 200 membres civils du PSNS. Dans la littérature scientifique, le coup d'État a été expliqué comme issu de la préférence idéologique du parti pour la violence ("les balles plutôt que les bulletins de vote"), sa frustration face à l'exclusion de l'État libanais et la critique à la fois politique et militaire du règne de Fouad Chéhab.
Des conseillers de Chehab qui auraient vu des partisans armés du PSNS se rassembler autour des quartiers centraux de Beyrouth se sont précipités au palais présidentiel pour informer Chehab de l'insurrection. Cela a entraîné une nouvelle proscription et l'emprisonnement et / ou l'exécution de nombreux dirigeants du PSNS. La plupart des militants connus du parti sont restés en prison ou en exil jusqu'à une amnistie générale en 1969. En 1969, le parti s'est réaligné sur le nationalisme arabe.

### Guerre civile libanaise
Avec le déclenchement de la guerre civile libanaise en 1975, le PSNS a formé une escouade militaire qui s'est alliée au Mouvement national libanais (LNM), contre les phalangistes et leurs alliés du Front libanais. Le PSNS considérait la guerre civile libanaise comme le résultat inévitable des divisions de la nation syrienne en petits États et loin d'une guerre de libération contre Israël. Au milieu des années 1970, il y a des tensions au sein du parti entre « une branche réformiste proche des factions palestiniennes et une autre plus encline à Damas», il s'est réunifié en 1978.
Après la défaite des forces anti-israéliennes en 1982, le PSNS a rejoint un certain nombre d'organisations qui se sont regroupées pour résister à l'occupation israélienne, notamment le meurtre de deux soldats israéliens dans un café Wimpy à l'ouest de Beyrouth par le membre du parti Khalid Alwan. Le FBI américain accuse le PSNS de l'assassinat, en 1982, de Bachir Gemayel, le nouveau président élu du Liban soutenu par les Israéliens assiégeant Beyrouth. Un membre du PSNS, Habib Chartouni, a été arrêté pour l'assassinat et finalement condamné pour celui-ci en 2017.
En 1983, le parti rejoint le Front de salut national libanais. En 1985, une membre du parti, Sana'a Mehaidli, a fait exploser une voiture piégée à côté d'un convoi militaire israélien à Jezzin , au Sud-Liban. Elle a tué deux soldats israéliens et est devenue l'une des premières femmes kamikazes connues.

### Après la guerre civile

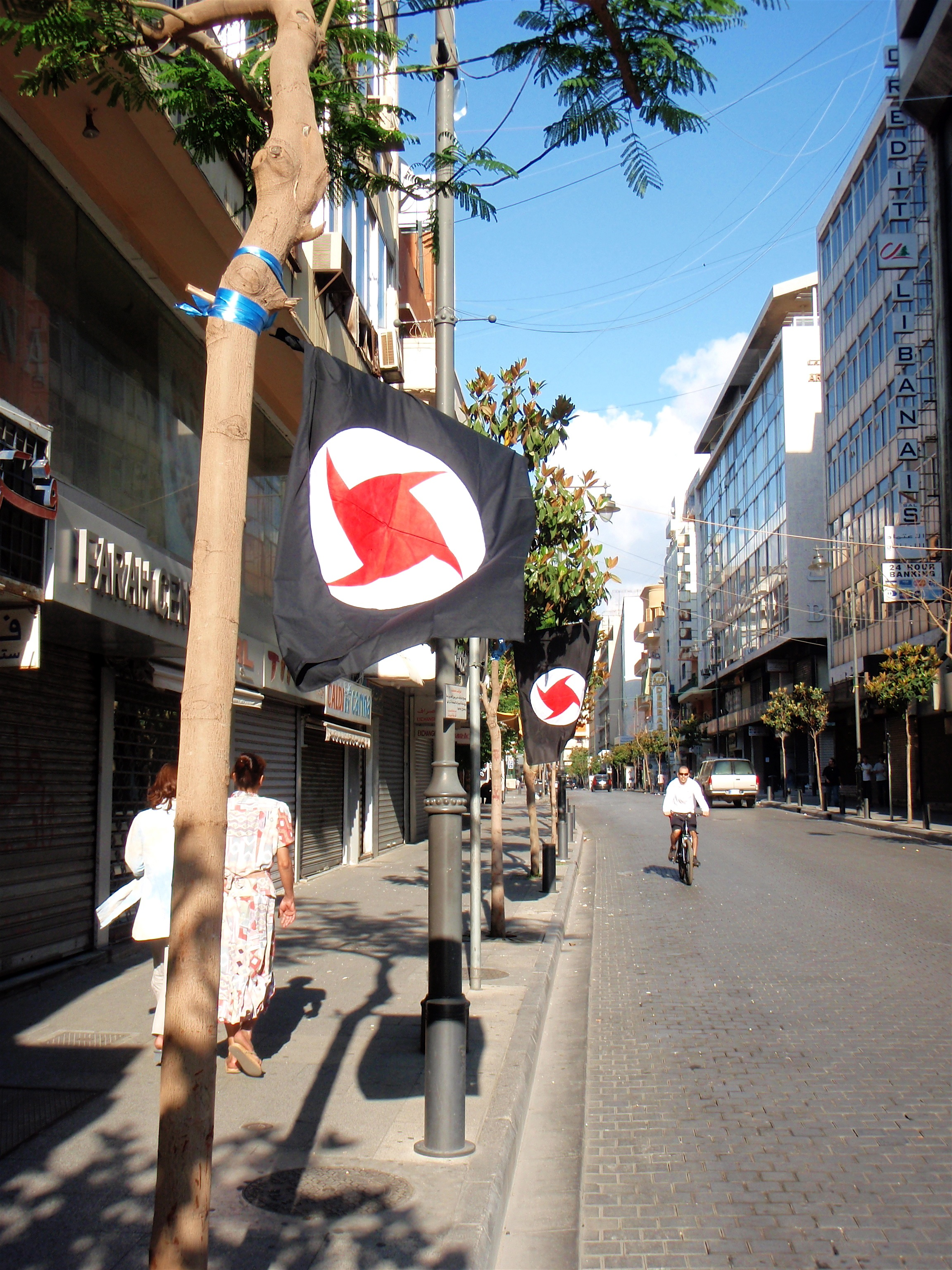
Drapeaux du Parti social nationaliste syrien à Beyrouth le 9 mai lors du conflit de 2008 au Liban

Le PSNS au Liban soutenait largement l'occupation syrienne du Liban et était allié aux partis pro-syriens (dont l'Alliance du 8-Mars) au lendemain de l'occupation.
Le PSNS a participé à un certain nombre d'élections générales au Liban, remportant six sièges en 1992, bien qu'il ait connu une baisse lors des élections suivantes en remportant deux sièges en 2005 et 2009. Le PSNS a été impliqué dans le conflit de 2008 au Liban, avec des hommes armés attaquant un bureau du PSNS,.
Assaad Hardan a été chef du parti pendant deux mandats. Hardan a été remplacé par Rabih Banat en 2020, mais avec une scission croissante au sein du parti entre les partisans de Hardan, plus proches du gouvernement syrien et de l'Alliance du 8-Mars, et les partisans du Banat, plus proches de l'administration de Saad Hariri. Aux élections libanaises de 2022, le parti n'a remporté aucun siège et n'a actuellement aucune représentation au Parlement libanais.
Lors des affrontements dans le contexte de la guerre de Gaza depuis 2023 et des affrontements frontaliers entre Israël et le Hezbollah, le PSNS-L a pris part au conflit et a perdu un de ses membres.

## PSNS en Syrie

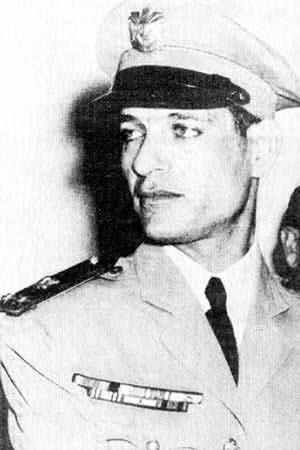
Lieutenant-colonel Adnan al-Malki, chef d'état-major adjoint de l'armée syrienne et membre du Parti Baas syrien, tué par des agents du PSNS le 22 avril 1955. Le PSNS a été interdit en Syrie après l'assassinat de Malki.

Saadeh avait voulu que le PSNS soit une organisation qui crée un Risorgimento à l'italienne qui concrétise son projet de «Grande Syrie». Le parti a promu la rhétorique conspiratrice anti-communiste. Tout au long des années 1950, le parti a agi comme une entité ultra-nationaliste qui a comploté des insurrections violentes, commis des attentats terroristes, des assassinats politiques et d'autres actes criminels. Le parti communiste syrien et le Parti Baas syrien (nationaliste arabe) étaient ses principaux rivaux, qui ont tous deux dénoncé le PSNS comme un projet sioniste soutenu par l'Occident pour saper l'unité arabe et aider les intérêts occidentaux dans la région. Le PSNS est resté un parti politique interdit en Syrie pendant des décennies, son image étant ternie par l'affaire Malki, ainsi que pour l'alignement du parti sur les intérêts occidentaux et les positions anti-arabes qui ont été ressenties par la population syrienne,.
La position du PSNS pendant la guerre civile libanaise et dans la politique libanaise - où il est devenu un proche allié du Hezbollah était cohérente avec celle de la Syrie, ce qui a facilité un rapprochement entre le parti et le gouvernement syrien. Durant les dernières années de la présidence de Hafez al-Assad, le parti est de plus en plus toléré. Après la succession de son fils Bachar en 2000, ce processus s'est poursuivi. En 2001, bien que toujours officiellement interdit, le parti a été autorisé à assister aux réunions du Front national progressiste dirigé par le Baas, une coalition de partis légaux en tant qu'observateur. Au printemps 2005, le parti a été légalisé en Syrie, dans ce qui a été décrit comme "une tentative d'autoriser une forme limitée d'activité politique".
Au fil du temps, le PSNS et le régime baathiste syrien ont connu un revirement dramatique dans leurs relations historiques, passant d'ennemis à alliés. Le processus a commencé alors que le parti estimait que les objectifs régionaux de Hafez al-Assad, tels que la consolidation du contrôle de la Syrie sur le Liban et l'OLP, étaient conformes à l'objectif du PSNS d'établir la Grande Syrie, tandis que le PSNS rendait la pareille en agissant en tant que mandataire syrien au Liban. L'alliance s'est renforcée face à la guerre civile syrienne.

### Rôle dans la guerre civile syrienne
Pendant les manifestations anti-gouvernementales de 2011, le PSNS a participé à des contre-manifestations en soutien au gouvernement. Une fois que la guerre a éclaté, le gouvernement syrien a rendu la pareille en fournissant des armes et une formation. Entre-temps, les responsables du PSNS étaient devenus une cible pour les militants rebelles et ont été kidnappés et assassinés. Bashar al-Yazigi, chef du bureau politique du PSNS en Syrie, a déclaré que "l'opposition cherche à créer des divisions sectaires aiguës et à fragmenter la société syrienne" avec le parti concernant à la fois la guerre civile syrienne en cours et la guerre en Irak comme des tentatives de partition de ces pays – et, éventuellement, du Liban – selon des lignes ethno-sectaires.
En 2016, les estimations du nombre de combattants du PSNS en Syrie variaient de 6 000 à 8 000. Des combattants libanais sont inclus dans leurs rangs, même si le parti affirme que « leur proportion au sein de la force combattante totale du groupe a diminué régulièrement, à mesure que de plus en plus de Syriens s'engagent ». En février 2014, les combattants du PSNS étaient principalement déployés dans les gouvernorats de Homs et de Damas et seraient la force militaire la plus redoutable autre que l'armée syrienne à Suweida. Des combattants du PSNS ont participé aux batailles de Sadad , Maaloula ou al-Qaryatayn, entre autres. En 2016, des responsables du parti ont affirmé que ses membres avaient augmenté « par milliers » depuis le début de la guerre en raison de sa prétendue « réputation de force de combat efficace en Syrie ». L’Armée arabe syrienne décide de dissoudre les milices du PSNS en 2019.

À la suite de la chute du régime Baasiste en décembre 2024, le PSNS se désolidarise du gouvernement déchu, citant les nombreuses tentatives du régime de le marginaliser, tout en émettant des réserves concernant le Gouvernement de transition syrien, et appelant à un front de résistance contre l’armée israélienne présente en Syrie. Certains rapports israéliens mentionnent une organisation appelée «Les Braves-Le Front de Résistance Islamique en Syrie», ayant pour objectif de chasser Israël du territoire syrien, qui serait la nouvelle branche armée du parti.

## PSNS en Jordanie
En 1966, le roi Hussein fit envoyer ses services de sécurité en action pour éradiquer le PSNS de Jordanie. Le parti avait été actif parmi la population palestinienne.
En 2013, les partisans du parti ont créé le « Mouvement des nationalistes sociaux syriens en Jordanie »,.

## Membres célèbres
De nombreux intellectuels libanais font leurs débuts dans le parti. Très souvent, ces derniers le quittent et choisissent parfois une idéologie tout à fait différente.
À noter qu'Abdel Karim Nasrallah, le père de Hassan Nasrallah, était membre de ce parti.

### Anciens membres
- Adonis
- Saïd Akl
- Georges Ibrahim Abdallah
- Wasfi Tall
- Adib Chichakli
- Ahmad Fatfat
- Akram Hourani
- Sami al-Hinnaoui
- Gébrane Oreiji
- Ali Qanso

### Membres actuels
- Habib Chartouni
- Issa el-Ayoubi[69]
- Marwan Fares
- Mahmoud Abdel Khalek
- Gébrane Oreiji
- Assaad Hardan
- Ali Qanso

## Emblème
Le drapeau du PSNS a été adopté dès la création du parti en 1932. Il est constitué d'un fond noir qui représenterait l'ignorance, ou la non-prise de conscience de l'« identité syrienne », d'après la définition qu'en donne le PSNS. La tornade rouge représenterait le sang des nationalistes syriens qui lutteraient pour apporter cette prise de conscience. Le blanc serait la prise de conscience.
Pour certains nationalistes syriens, le drapeau de cette « Syrie » devrait être entièrement blanc.
Le PSNS est accusé d'avoir un drapeau, représentant une croix gammée stylisée, semblable à celui du parti nazi NSDAP, ce que le parti réfute, expliquant que Saadé avait fait le choix de ce drapeau avant qu'il n'entende parler du nazisme, alors qu'il n'était qu'étudiant. Néanmoins, le parti adopta un autre drapeau à ses débuts, un drapeau de fond blanc avec trois rayures horizontales.
Le drapeau est surnommé « el-zouba'a », c'est-à-dire la tornade.